# Belgisch softbalteam (vrouwen)
Het Belgisch softbalteam (vrouwen) vertegenwoordigt België  tijdens internationale softbalwedstrijden en -toernooien.
Het team valt onder de verantwoordelijkheid van de Koninklijke Belgische Baseball- en Softbalbond en doet mee aan de internationale toernooien van de overkoepelende softbalorganisaties ESF en de ISF, zoals het Europees kampioenschap en het wereldkampioenschap.

## Wereldkampioenschap
| Jaar | Plaats              | WG                  | W                   | V                   | PV                  | PT                  |
| ---- | ------------------- | ------------------- | ------------------- | ------------------- | ------------------- | ------------------- |
| 1965 | Niet gekwalificeerd | Niet gekwalificeerd | Niet gekwalificeerd | Niet gekwalificeerd | Niet gekwalificeerd | Niet gekwalificeerd |
| 1967 | Niet gekwalificeerd | Niet gekwalificeerd | Niet gekwalificeerd | Niet gekwalificeerd | Niet gekwalificeerd | Niet gekwalificeerd |
| 1974 | Niet gekwalificeerd | Niet gekwalificeerd | Niet gekwalificeerd | Niet gekwalificeerd | Niet gekwalificeerd | Niet gekwalificeerd |
| 1978 | Niet gekwalificeerd | Niet gekwalificeerd | Niet gekwalificeerd | Niet gekwalificeerd | Niet gekwalificeerd | Niet gekwalificeerd |
| 1982 | Niet gekwalificeerd | Niet gekwalificeerd | Niet gekwalificeerd | Niet gekwalificeerd | Niet gekwalificeerd | Niet gekwalificeerd |
| 1986 | Niet gekwalificeerd | Niet gekwalificeerd | Niet gekwalificeerd | Niet gekwalificeerd | Niet gekwalificeerd | Niet gekwalificeerd |
| 1990 | Niet gekwalificeerd | Niet gekwalificeerd | Niet gekwalificeerd | Niet gekwalificeerd | Niet gekwalificeerd | Niet gekwalificeerd |
| 1994 | 13                  | 6                   | 3                   | 3                   | 31                  | 34                  |

| Jaar   | Plaats              | WG                  | W                   | V                   | PV                  | PT                  |
| ------ | ------------------- | ------------------- | ------------------- | ------------------- | ------------------- | ------------------- |
| 1998   | Niet gekwalificeerd | Niet gekwalificeerd | Niet gekwalificeerd | Niet gekwalificeerd | Niet gekwalificeerd | Niet gekwalificeerd |
| 2002   | Niet gekwalificeerd | Niet gekwalificeerd | Niet gekwalificeerd | Niet gekwalificeerd | Niet gekwalificeerd | Niet gekwalificeerd |
| 2006   | Niet gekwalificeerd | Niet gekwalificeerd | Niet gekwalificeerd | Niet gekwalificeerd | Niet gekwalificeerd | Niet gekwalificeerd |
| 2010   | Niet gekwalificeerd | Niet gekwalificeerd | Niet gekwalificeerd | Niet gekwalificeerd | Niet gekwalificeerd | Niet gekwalificeerd |
| 2012   | Niet gekwalificeerd | Niet gekwalificeerd | Niet gekwalificeerd | Niet gekwalificeerd | Niet gekwalificeerd | Niet gekwalificeerd |
| 2014   | Niet gekwalificeerd | Niet gekwalificeerd | Niet gekwalificeerd | Niet gekwalificeerd | Niet gekwalificeerd | Niet gekwalificeerd |
| Totaal | 1/14                | 6                   | 3                   | 3                   | 31                  | 34                  |

## Europees kampioenschap
| Jaar | Plaats | WG | W | V | PV | PT |
| ---- | ------ | -- | - | - | -- | -- |
| 1979 | 3      |    |   |   |    |    |
| 1981 | 4      |    |   |   |    |    |
| 1983 | 3      |    |   |   |    |    |
| 1984 | 3      |    |   |   |    |    |
| 1986 | 3      |    |   |   |    |    |
| 1988 | 4      |    |   |   |    |    |
| 1990 | 2      |    |   |   |    |    |
| 1992 | 5      |    |   |   |    |    |
| 1995 | 4      |    |   |   |    |    |
| 1997 | 5      |    |   |   |    |    |

| Jaar   | Plaats              | WG                  | W                   | V                   | PV                  | PT                  |
| ------ | ------------------- | ------------------- | ------------------- | ------------------- | ------------------- | ------------------- |
| 1999   | 6                   |                     |                     |                     |                     |                     |
| 2001   | 8                   |                     |                     |                     |                     |                     |
| 2003   | 7                   |                     |                     |                     |                     |                     |
| 2005   | 10                  |                     |                     |                     |                     |                     |
| 2007   | Niet gekwalificeerd | Niet gekwalificeerd | Niet gekwalificeerd | Niet gekwalificeerd | Niet gekwalificeerd | Niet gekwalificeerd |
| 2009   | Niet gekwalificeerd | Niet gekwalificeerd | Niet gekwalificeerd | Niet gekwalificeerd | Niet gekwalificeerd | Niet gekwalificeerd |
| 2011   | 10                  | 7                   | 4                   | 3                   | 42                  | 46                  |
| 2013   | 11                  | 8                   | 5                   | 3                   | 43                  | 33                  |
| 2015   | Niet gekwalificeerd | Niet gekwalificeerd | Niet gekwalificeerd | Niet gekwalificeerd | Niet gekwalificeerd | Niet gekwalificeerd |
| Totaal | 16/18               | -                   | -                   | -                   | -                   | -                   |

Basketbal (mannen · vrouwen) · Basketbal 3x3 (mannen · vrouwen) · Cricket (mannen · vrouwen) · Curling (gemengd · gemengddubbel · mannen · vrouwen) · Handbal (mannen · vrouwen) · Hockey (mannen · vrouwen) · Honkbal (mannen) · IJshockey (mannen · vrouwen) · Korfbal (gemengd) · Rugby (mannen · vrouwen) · Softbal (mannen · vrouwen) · Strandvoetbal (mannen · vrouwen) · Tennis (mannen · vrouwen) · Touwtrekken (mannen · vrouwen) · Voetbal (mannen · vrouwen) · Volleybal (mannen · vrouwen) · Waterpolo (mannen · vrouwen) · Zaalhockey (mannen · vrouwen) · Zaalvoetbal (mannen · vrouwen)